# Eugène Belgrand
Eugène Belgrand, nascut a Ervy-le-Châtel, Aube, el 1810 i mort a París el 8 d'abril de 1878, fou un enginyer francès, conegut per la seva participació en els treballs de renovació de París a la segona meitat del segle xix.

## Biografia
Politècnic, enginyer general dels Ponts i Calçades, escollit membre lliure de l'Acadèmia Francesa de les Ciències el 1871, Eugène Belgrand va participar en la renovació de París dirigida pel Baró Haussmann, entre 1852 i 1870, en companyia del seu confrare Jean-Charles Alphand i del jardiner Jean-Pierre Barillet-Deschamps.
Se li deuen les clavegueres de París, l'aqüeducte del Vanne, de les que l'obra més destacable marca la frontera entre els municipis d'Arcueil i de Cachan, l'aqueduc de la Dhuis, així com la reserva de Montsouris que n'emmagatzema les aigües.
Belgrand també ha fet obres en tant que historiador de París, retent així homenatge als seus predecessors de la capital com ara Salomon de Caus i als constructors de la Samaritaine del Pont-Neuf.

## Principals publicacions
- La Seine. Le Bassin parisien aux âges antéhistoriques (1869).
- Les Travaux souterrains de Paris (5 volumes, 1872-1887).
- Étude préliminaire sur le régime des eaux dans le bassin de la Seine (1873).
- Les Aqueducs romains (1875).

## Homenatges
El seu nom està inscrit a la torre Eiffel.